# Giovanni Gallini
Giovanni Andrea Battista Gallini, in seguito noto come Sir John Andrew Gallini, (Firenze, 7 gennaio 1728 – Londra, 5 gennaio 1805), è stato un ballerino, coreografo e produttore teatrale italiano che fu nominato Cavaliere dello Speron d'oro dal Papa dopo una performance di successo.

## Biografia
Era il nipote di Domenico Gallini, suo padre era Luca Gallini e sua madre era Maria Umilta Agostini, la figlia di Giovanni Agostini. Gallini fu educato a Parigi da François Marcel ed emigrò in Inghilterra in data sconosciuta, sebbene si fosse esibito all'Académie Royale de Musique. Ballò al Covent Garden Theatre dal 17 dicembre 1757. Tra il 1758 e il 1766 si esibì e prestò servizio come direttore delle danze al King's Theatre, ora His Majesty's Theatre, Haymarket (il teatro dell'opera), tranne che per un intervallo al Covent Garden tra la fine del 1763 e il 1764. Alla fine smise di esibirsi in pubblico della stagione 1766.
In una campagna per aumentare la rispettabilità intellettuale della danza, il 3 marzo 1762 Gallini pubblicò A Treatise on the Art of Dancing (Un trattato sull'arte della danza), seguito da Critical Observations on the Art of Dancing (Osservazioni critiche sull'arte della danza) (1770). Gli storici della danza concordano sul fatto che questi volumi elegantemente stampati erano in gran parte non originali, citando Weaver, Cahusac e altre fonti, ma erano importanti dichiarazioni filosofiche che aiutarono Gallini ad ottenere l'ingresso in società.

## Matrimonio nell'aristocrazia
Mentre insegnava danza, nella quale era esperto, corteggiava e si sposava privatamente, il 23 febbraio 1763 a St James, Westminster, Lady Elizabeth Peregrine Bertie (morta nel 1804), figlia di Willoughby Bertie, III conte di Abingdon. Diede alla luce i gemelli Francis Cecil Gallini e John Andrea Gallini il 13 ottobre 1766 e in seguito le due figlie, Joyce Ann Gallini e Louise Gallini. Nonostante l'indignazione in alcune parti del mondo alla moda, la famiglia della moglie accettò la coppia. Tuttavia il matrimonio alla fine si ruppe e negli anni successivi la coppia vivse separata. Nel 1766 Norreys Bertie lasciò le sue proprietà al fratello di Elizabeth, il capitano Peregrine, mettendo a carico di Hampstead Norreys una rendita vitalizia a favore di Elizabeth.
Willoughby Bertie, IV conte di Abingdon, suo cognato, era un mecenate ed un compositore, nonché uno scrittore politico. Gallini fece incontrare Bertie con Johann Christian Bach e Carl Friedrich Abel e in seguito fu molto coinvolto nelle loro carriere. Gallini era amico di Haydn, che potrebbe aver incoraggiato Bertie a comporre. Haydn andò a Vienna e lì incontrò Johann Peter Salomon, il grande violinista e impresario di origine tedesca che si era stabilito a Londra, dove teneva concerti su abbonamento di successo. Salomon aveva letto della morte del principe Esterházy mentre reclutava cantanti a Colonia e si era affrettato a Vienna per ingaggiare Haydn e se possibile anche Mozart, ma Mozart era già impegnato a comporre Il flauto magico e non era libero. Salomon era un brillante uomo d'affari e la sua proposta a Haydn era così attraente che il compositore difficilmente poteva rifiutare: 3 000 fiorini dal grande impresario Gallini, direttore del King's Theatre nell'Haymarket, per una nuova opera e 100 fiorini per ognuno dei venti nuovi brani strumentali o vocali che avrebbero dovuto essere diretti da Haydn nei concerti in abbonamento di Salomon. Non appena Haydn mise piede sul suolo inglese, 5 000 fiorini (500 £ erano l'equivalente di 4 883 fiorini) dovevano essere depositati nella banca viennese di Haydn, Fries & Co.

## Lavoro come impresario: opera e balletto
Con il denaro e le proprietà che sua moglie gli aveva portato Gallini, che era notoriamente parsimonioso, accumulò una notevole fortuna. Il 28 giugno 1774, con Johann Christian Bach e Carl Friedrich Abel, acquistò i locali in Hanover Square, dove i tre uomini costruirono una splendida sala da concerti: le Hanover Square Rooms: 29 metri per 9. Gallini rilevò la proprietà dai suoi soci il 12 novembre 1776 e continuò a gestire la sala con successo per il resto della sua vita, mettendo insieme grandi quantità di denaro, allestendo serie come il Concerto Professionale e l'Accademia di Musica Antica e dalle mascherate che si tenevano lì.
Non contento, nella primavera del 1778 Gallini tentò di acquistare l'opera al King's Theatre, Haymarket. La xenofobia contro di lui si è coalizzò in una guerra di offerte vinta da Richard Brinsley Sheridan e Thomas Harris, che pagarono il prezzo stravagante di 22 000 sterline per l'impresa (tutte prese a prestito). Non avendo familiarità con l'opera, iniziarono a perdere grandi somme; nel frattempo, Gallini aveva intrapreso una campagna aggressiva per costringerli a uscire. Dopo sette anni di trasferimenti di poteri, dichiarazioni forzate di fallimento, fiduciari in faida e vendite giudiziarie, raggiunse il suo obiettivo, anche se le condizioni erano tutt'altro che ideali. Dovette fare il fiduciario per William Taylor, che lo detestava, lo molestava e lo ha citò in giudizio anno dopo anno e dovette operare con un limite di spesa di 18000 £ imposto dalla corte di cancelleria. Il lord ciambellano, che lo considerava uno straniero indesiderabile, lo fece impazzire non poco per ottenere una licenza ad esibirsi.
Sorprendentemente, Gallini prestava più attenzione all'opera che alla danza, allestendo stagioni altamente credibili. Per integrare il repertorio italiano iniziò ad importare sia opere che artisti dalle case tedesche e attirò in Inghilterra interpreti importanti del calibro di Gertrud Elisabeth Mara e i castrati Giovanni Maria Rubinelli e Luigi Marchesi.
D'altra parte la danza richiedeva più di una singola star. Senza un grande coreografo, anche l'esibizione di Auguste Vestris sembrava meno brillante e sebbene Jean-Georges Noverre fosse tornato alla fine del 1787, il talento di cui era dotato era talmente limitato che nel febbraio del 1789 un pubblico tumultuoso chiese che fossero importati ballerini migliori. Anche dopo che Marie-Madeleine Guimard ebbe acconsentito a una breve visita per una cifra esorbitante, Gallini riuscì in qualche modo a ottenere un utile di 4 000 sterline in quattro stagioni, sebbene i soldi andassero agli innumerevoli creditori del teatro.
Per tutto il tempo la rendita dei concerti continuò ad aumentare la fortuna personale di Gallini. Nel 1784 Gallini ed Elizabeth comprarono i manieri di Hampstead Norreys e Bothampstead dal fratello di lei, Peregrine, seguiti nel 1785 dal maniero adiacente di Yattendon. Acquistò anche immobili all'estero. Probabilmente il denaro cambiò anche di mano quando fu nominato cavaliere dell'Ordine dello Speron d'oro dal papa nella primavera del 1788. In quel periodo veniva chiamato comunemente Sir John Gallini, ma la società inglese si dimostrò più disponibile a scherzare sul titolo che a riconoscerlo.
Il King's Theatre bruciò il 17 giugno 1789 durante le prove serali e i ballerini fuggirono dall'edificio mentre le travi cadevano sul palco. Il fuoco era stato deliberatamente appiccato sul tetto e Gallini offrì una ricompensa di 300 sterline per la cattura del colpevole. Con il teatro distrutto, ogni gruppo predispose i propri piani per la sostituzione. Sebbene Gallini avesse programmato di prendere il pieno controllo dell'affare in un nuovo spazio con un nuovo socio, Robert Bray O'Reilly, a dicembre si era già separato e unì le forze con il suo vecchio nemico William Taylor, che stava ricostruendo il vecchio teatro. Sfidando il lord ciambellano riaprirono senza licenza nella primavera del 1791, con Gallini responsabile della direzione artistica.
Joseph Haydn scrisse l'opera L'anima del filosofo per Gallini, ma la rappresentazione fu vietata. L'opera non fu eseguita fino al XX secolo.
Nonostante la presenza di Haydn, del grande tenore Giacomo Davide e i due Vestris, padre e figlio, la compagnia perse 9 700 sterline in cinque mesi. Da allora in poi Gallini abbandonò la gestione dell'opera e si accontentò dell'insegnamento, nel quale fu riconosciuto come superbo e della direzione di Hanover Square. Probabilmente perse molto poco nella nuova impresa d'opera, dal momento che riscosse la maggior parte del denaro che gli era dovuto da Taylor. 

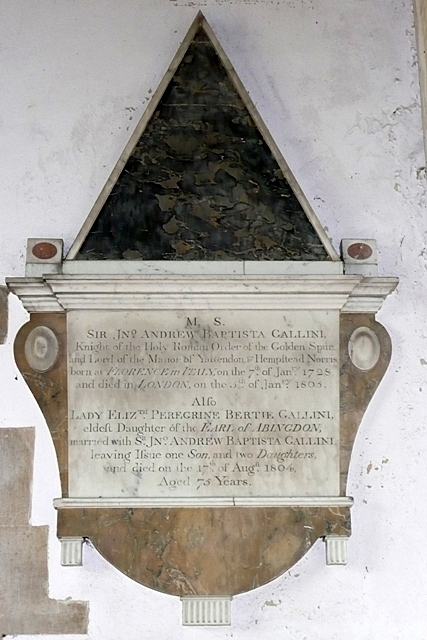

Morì improvvisamente nella sua casa di Hanover Square la mattina del 5 gennaio 1805, all'età di settantasei anni, lasciando suo figlio John Andrea e le due figlie, che si divisero una tenuta che si diceva valesse 150 000 sterline. Fu sepolto nella chiesa di Yattendon, nel Berkshire.
Avendo cercato fortuna in Inghilterra nel 1757, Gallini diresse il balletto dell'opera, insegnò a ballare ad una generazione di aristocratici, sposò una di loro, fece una notevole fortuna come impresario della principale sede dei concerti di Londra e dimostrò di essere uno dei manager operistici di maggior successo del diciottesimo secolo.